# بایرام

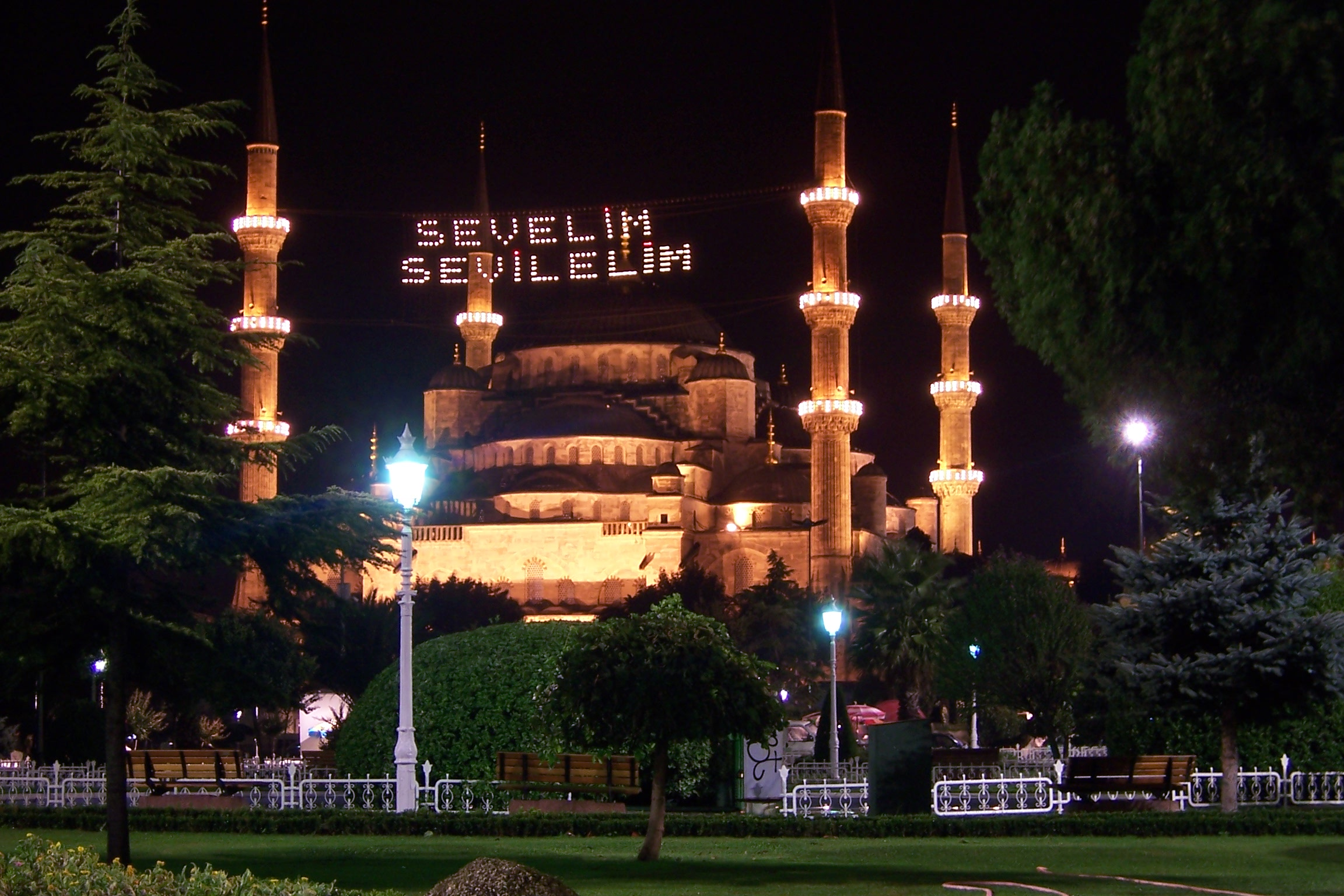
جشن عید فطر در انتهای یک ماه روزه داری در مسجد سلطان احمد

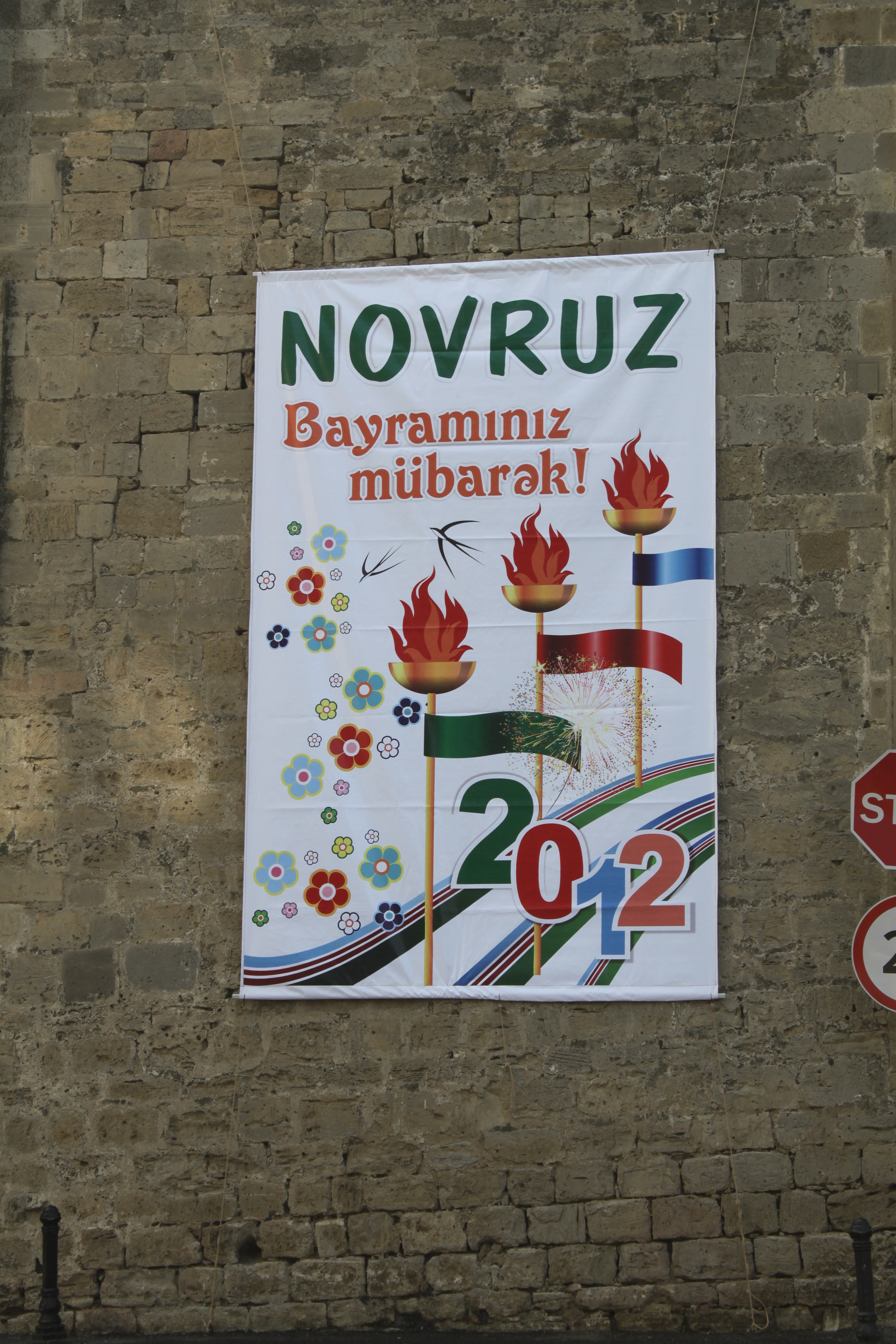
جشن نوروز در میان مردم جمهوری آذربایجان

بایرام یا بیرام (به ترکی استانبولی: Bayram) وام‌واژه‌ای در زبان‌های ترکی که اشاره برای یک جشنواره در سراسر کشور اعم از ملی نظیر نوروز، مذهبی و دینی نظیر عید قربان و عید فطر که در کشورهای مختلف برگزار می‌شود. زمان برگزاری جشنواره‌های ملی و دینی به فراخور زمانی مختلفی انجام می‌شود. 
تاریخ تعطیلات مورد استفاده در اکثر کشورهای ترکی زبان بر اساس تقویم میلادی تنظیم شده‌اند، در حالی که تعطیلات مذهبی به صورت هماهنگ و قبلاً توسط ریاست دولت در امور مذهبی بر اساس تقویم قمری اعلام می‌شود. برای مردم ترک مسیحی نیز در کریسمس عنوان کریسمس بایرامی یا نوئل بایرامی را به کار می‌گیرند. بایرام بر حسب جشنواره‌های ملی و مذهبی در کشورها، مناطق و میان مردمان ترکیه، قفقاز شمالی، جمهوری آذربایجان، کریمه و سایر مردمان ترک رایج است. گسترش بایرام تا مسلمانان آلبانی، پوماک‌ها، بوسنیایی‌ها نیز ادامه می‌آید. دلیل گستردگی واژه بایرام در مناطق غیرترک زبان به دورانی باز می‌گردد که زیر سیطره امپراطوری عثمانی بودند و این فرهنگ هم‌اکنون در چنین جاهایی رواج دارد.

## ریشه واژه
این واژه از فارسی میانه paδrām که در فارسی به صورت پدارم درآمده وام گرفته شده‌است 